# Pira funeraria

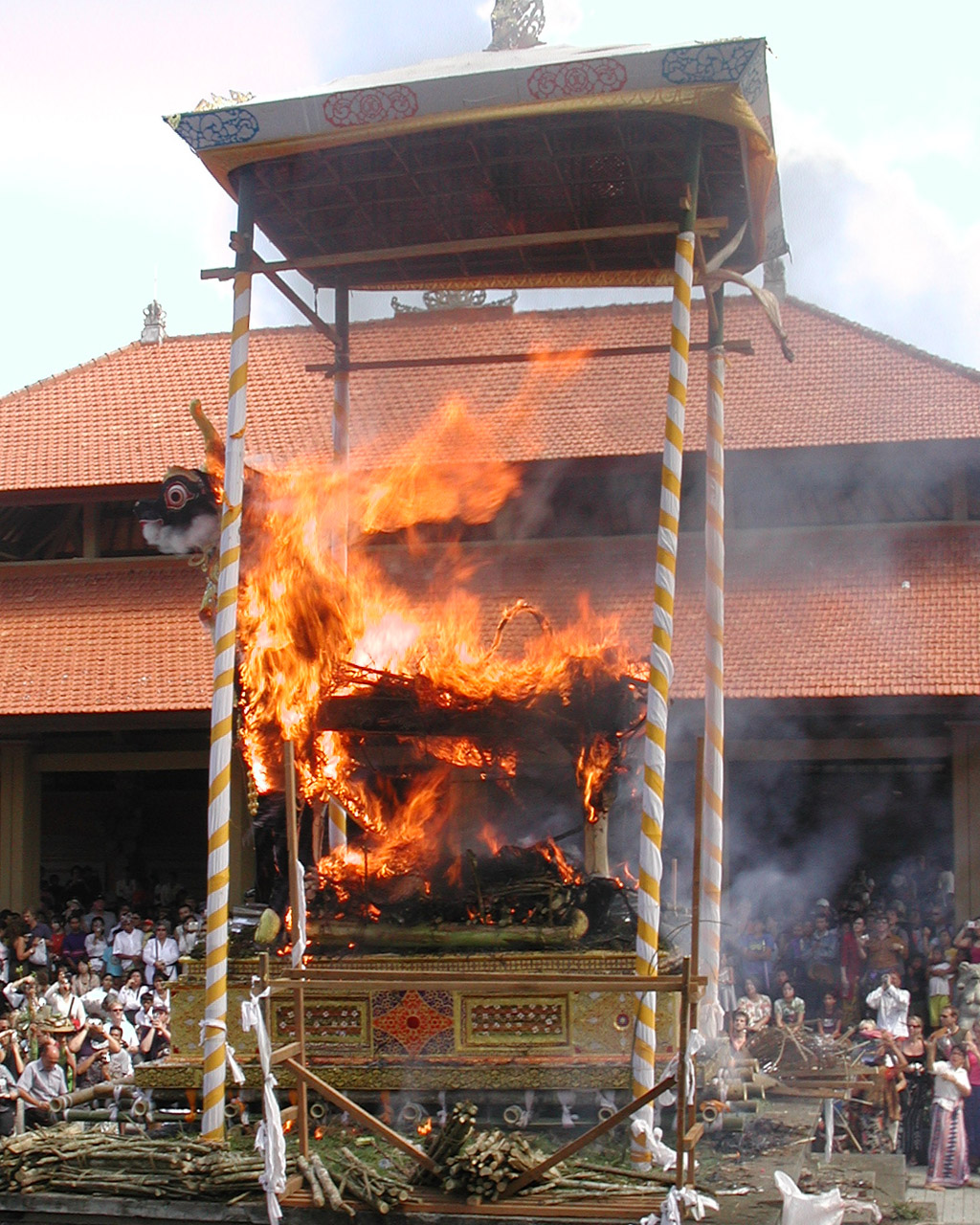
Un rito de cremación en una pira en Indonesia en 2005.

Una pira (del griego: πυρά, pyrá, de πῦρ pûr, "fuego"), también conocida como pira funeraria, es una estructura, generalmente hecha de madera, que se utiliza para la quema de un cuerpo como parte de un rito funerario. Como forma de cremación, el cuerpo es colocado en la pira, y luego se prende el fuego.

## Usos

### Religiosos
Tradicionalmente, las hogueras se utilizan para la cremación de los muertos en religiones como la hindú y sikh, una práctica que se remonta a varios miles de años. Se han utilizado también en la cultura vikinga, por lo general en sus buques en el mar, así como por los antiguos romanos y griegos.

### Civiles

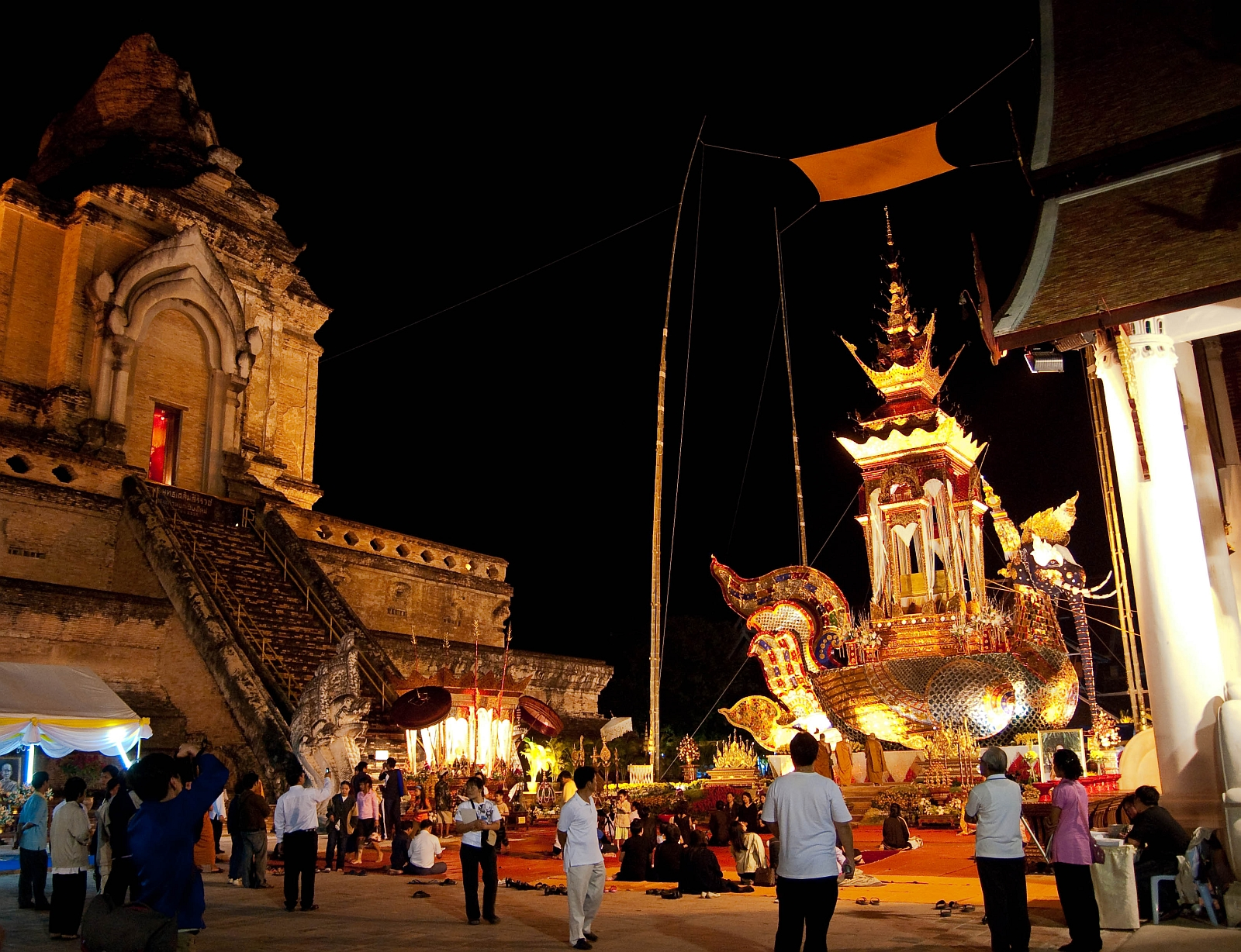
La pira funeraria de Chan Kusalo en Wat Chedi Luang, de Chiang Mai, Tailandia.

Las piras y hogueras se utilizan en las celebraciones y conmemoraciones. Ejemplos de ello son la Noche de Guy Fawkes (Guy Fawkes Night) en el Reino Unido y algunos países de la Commonwealth, donde se queman los guys, vistos normalmente como una efigie de Guy Fawkes o del Papa. 
Las piras también se utilizan para deshacerse de un gran número de cabezas de ganado en la ganadería y agricultura, en particular los infectados con enfermedades.